# Johan van Götzen

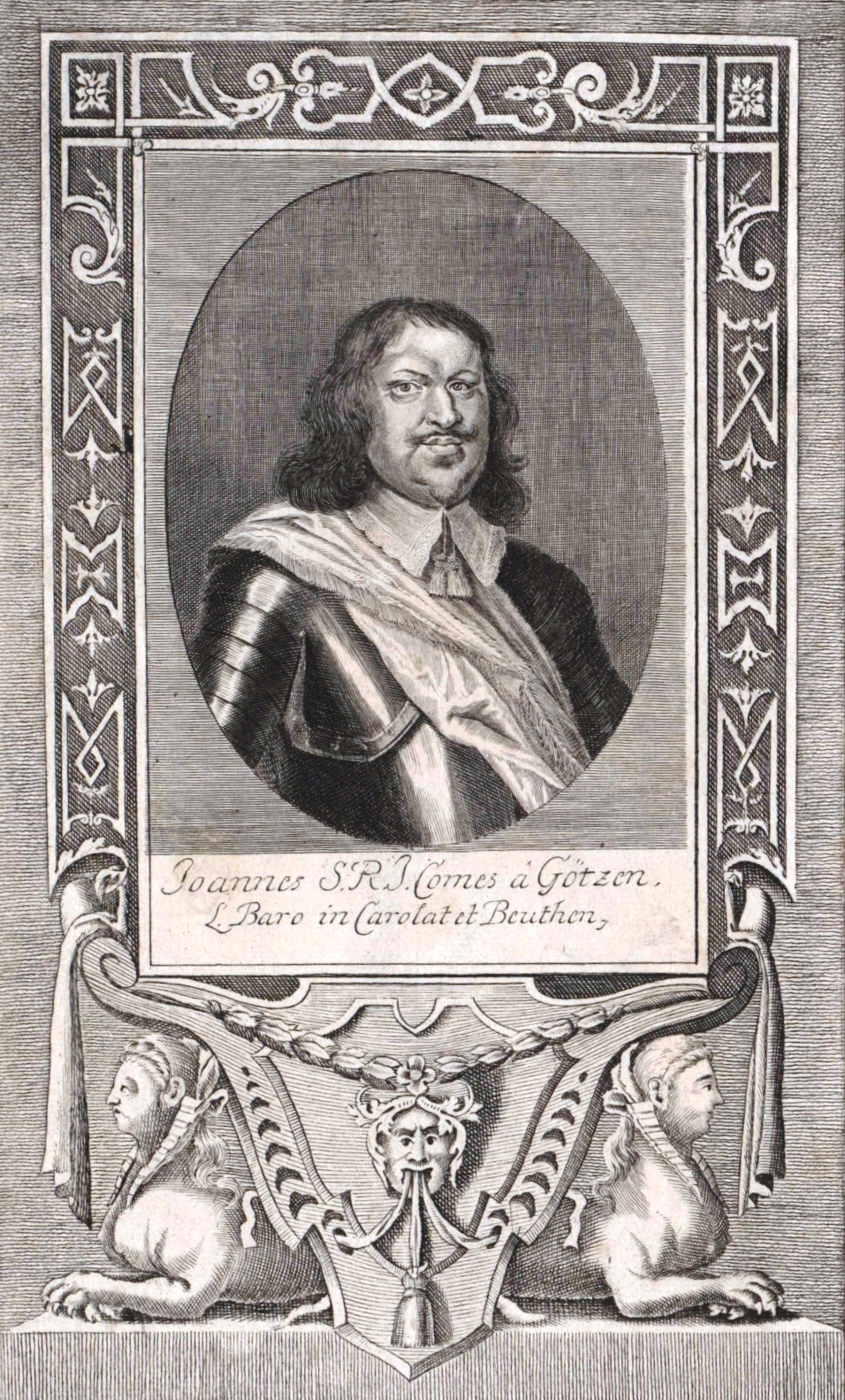

Johan graaf van Götzen (soms ook Götz) (1599 - 6 maart 1645) was een Duits edelman en veldheer tijdens de Dertigjarige Oorlog.
Als protestant vocht hij in Bohemen eerst tegen de keizerlijke troepen, maar in 1626 liep hij over naar het leger van Albrecht van Wallenstein. Hij onderscheidde zich in de veldslagen bij Lützen (1632) en Nördlingen (1634) en werd in 1636 veldmaarschalk in het Beiers leger. In 1640 werd hij veldmaarschalk in het keizerlijk leger en na zijn bekering tot het katholieke geloof werd hij ook benoemd tot graaf. Hij sneuvelde in de Slag bij Jankau (1645).
Hij was de vader van Sigismund Friedrich van Götzen (1622–1661), die ook vocht in de Dertigjarige Oorlog en in 1645 een kurassiersregiment leidde.